# آمریکا، آمریکا (ترانه)
"آمِریکا، آمِریکا" (به اسپانیایی: América, América) ترانه‌ای سرودهٔ خوزه لوئیس آرمنتروس و پابلو هررو است که توسط نینو براوو، خوانندهٔ اسپانیایی، اجرا شد. این اثر در قالب پنجمین آلبوم نینو براوو با نام y volumen 5 (1973) (به معنای: و جلد ۵) منتشر شد. این آهنگ در چارت موسیقی‌های اسپانیولی در سال ۱۹۷۳ رتبهٔ نخست را داشت. در سال ۲۰۱۳ میلادی، ترانهٔ آمریکا، آمریکا وارد تالار مشاهیر گرمی لاتین شد.

## نسخهٔ لوئیس میگوئل
در سال ۱۹۹۲ میلادی خوانندهٔ سرشناس مکزیکی، لوئیس میگوئل، اثر "América América" را به صورت زنده کاور کرد و در آلبوم América & En Vivo (آمریکا و در زندگی) خود جای داد. این آهنگ کاور شده در چارت بیلبورد برترین آهنگ‌های لاتین رتبهٔ بیستم را کسب کرد. موزیک‌ویدئوی ترانهٔ «آمریکا آمریکا» در چندین لوکیشن مختلف در ایالات متحده آمریکا و جزیرهٔ پورتوریکو فیلمبرداری شد. میگوئل این اثر خود را به سربازان مبارز در جبهه‌های جنگ خلیج فارس تقدیم کرده بود. موزیک‌ویدئوی میگوئل برندهٔ جایزهٔ بین‌المللی ام‌تی‌وی در رقابت جوایز موزیک‌ویدئو ام‌تی‌وی ۱۹۹۳ شد و برای برترین ویدئوی سال رقابت‌های جایزه لو نوئسترو نامزد نهایی بود که موفق به کسب آن نشد.